# Komt een vrouw bij de dokter (boek)
Komt een vrouw bij de dokter is de debuutroman van Kluun (pseudoniem van Raymond van de Klundert) uit 2003. Het verhaal is een gedramatiseerde autobiografie van wat hijzelf en zijn vrouw meemaakten toen zij kanker kreeg en daaraan uiteindelijk overleed. Het boek won de Publieksprijs voor het Nederlandse Boek 2006.
Kluun baseerde het hoofdpersonage, de zich "monofoob" noemende schuinsmarcheerder Stijn, op zijn eigen persoon. Carmen is gebaseerd op zijn in 2001 overleden echtgenote Judith.

## Verhaal
Stijn en Carmen vormen een jong stel dat het op alle vlakken van het leven voor de wind lijkt te gaan. Het geld komt in overvloed binnen, vrienden bij de vleet en dochtertje Luna is gezond en geliefd. Wanneer Carmen een knobbeltje in haar borst bemerkt, stelt een dokter haar gerust met de mededeling dat het een goedaardig gezwel is. Een half jaar later blijkt het om mastitis carcinomatosa te gaan, een zeer zeldzaam type borstkanker. De behandelingen die Carmen krijgt (chemotherapie, bestraling en een borstamputatie) hebben niet het beoogde effect, een jaar na de diagnose wordt geconstateerd dat de kanker zich heeft uitgezaaid naar haar lever. Vanaf dat moment hebben de behandelingen alleen nog een levensverlengend karakter.
Stijn had er al een handje van om vreemd te gaan, maar in zijn woede en verwarring gaan vanaf dat moment alle remmen los. Hoewel hij trouw alle doktersbezoeken, therapieën en behandelingen samen met zijn vrouw bezoekt, verslindt hij 's avonds en 's nachts - terwijl Carmen thuis is - de ene na de andere scharrel. Zich concentreren op zijn baan bij reclamebureau 'Merk in Uitvoering' wordt bijzaak. Dan krijgt hij een affaire met Roos. Hoewel ze allebei voelen dat het niet hoort, worstelt Stijn met enerzijds zijn gevoelens voor haar en anderzijds de liefde voor zijn steeds zieker wordende vrouw, waarbij het verstand bij tijd en wijle niet weet op te boksen tegen het vlees. Hij vindt bij Roos zaken die hij thuis mist en rust in zijn hoofd.
Carmen houdt zich, behalve met haar ziekte, en haar naderende levenseinde bezig met zo veel mogelijk herinneringen te maken voor Luna, zodat zij later aandenkens aan haar moeder heeft. Wanneer het ziek zijn en de daarmee verstrengelde pijn te erg worden, kiest ze voor euthanasie.

### Epiloog & vervolg
In de epiloog van het boek staat beschreven hoe er afscheid wordt genomen van de overleden Carmen door Stijn en hun vrienden. Hoe Stijns (lees: Van de Klunderts) leven verdergaat na het overlijden van Carmen, beschreef Kluun in zijn tweede boek, De weduwnaar (2006).

## Verkoop
Van het boek zijn bijna een miljoen exemplaren verkocht, waarvan 78% ofwel 778.326 exemplaren in Nederland. De uitgeverij stelt dat er in Nederland nooit eerder zoveel exemplaren van een roman werden verkocht. Komt een vrouw bij de dokter verscheen buiten Nederland in 27 landen. In verschillende daarvan kwam het op de eerste plaats van de nationale bestsellerlijst.

## Verfilming en toneelstuk
Uitgeverij Podium verkocht de filmrechten aan Eyeworks. De televisieproductiemaatschappij bracht het verhaal in 2009 in de bioscoop uit onder dezelfde naam als het boek: Komt een vrouw bij de dokter. De filmrechten waren eerder in handen van de ter ziele gegane productiemaatschappij De Luwte, maar dat kwam niet tot een verfilming. Reinout Oerlemans debuteerde met de film als regisseur.
In 2023 verschijnt er een toneelstuk van Komt een vrouw bij de dokter, geproduceerd door Korthals Stuurman Theaterbureau. De hoofdrollen worden gespeeld door Maartje van de Wetering, Xander de Vledder, Teunie de Brouwer en Marie Louise Stheins.

## Ontvangst
Recensenten waren in hoofdzaak negatief over Komt een vrouw bij de dokter. "De schrijver banaliseert herkenbare en door iedereen ervaren, maar ook voor iedereen unieke, gevoelens van liefde, schuld en rouw tot een platvloerse soap. De vorm parasiteert juist op die herkenbaarheid, de uitdrukking van de emoties sluit aan op de beleving van lezers die de verwoording van dergelijke ontroeringen vooral kennen uit of ontlenen aan B-films en tv-series," schreef Elsbeth Etty in het NRC Handelsblad. Arie Storm schreef in Het Parool: "Rauw is Kluun doordat hij onomwonden de dingen bij de naam noemt en niets voor ons lijkt achter te houden. Oubollig is hij omdat hij niet zo goed kan schrijven en zijn roman nergens literaire schwung krijgt. Kluun reageert dat dat kindertoontje dat typerend is voor de auteurs die verbonden zijn aan uitgeverij Podium." en "Dit oubollige proza, waar Kluun zeer bedreven in blijkt te zijn, wordt nóg minder te genieten, omdat er ook nog eens van de nodige aanstellerij sprake is."

## Censuur
Mensenrechtenmagazine Wordt Vervolgd van Amnesty ontdekte eind 2010 dat de Chinese vertaling van Komt een vrouw bij de dokter nogal gecensureerd was. Veel seksscènes waren eruit gelaten. "Lekker wijf" werd vertaald in: "Leuk meisje". De scène waarin hoofdpersoon Stijn zichzelf bevredigt terwijl hij naar een pornofilm kijkt, werd vertaald in: "hij troost zichzelf". Wel bleef een prostitueebezoek intact. En ook de afhaalchinees bleef in het Chinees: afhaalchinees.